# Ksenija Alopina
Ksenija Alekseevna Alopina (in russo Ксения Алексеевна Алопина?; Beloreck, 30 maggio 1992) è un'ex sciatrice alpina russa.
Nelle liste FIS è registrata come Ksenia Alopina.

## Biografia
Slalomista pura attiva in gare FIS dal dicembre del 2007, la Alopina ha esordito in Coppa Europa il 27 gennaio 2010 a Gressoney-La-Trinité (27ª), ai Campionati mondiali a Garmisch-Partenkirchen 2011, dove non ha terminato la gara, e in Coppa del Mondo il 15 gennaio 2013 a Flachau, senza completare la prova. Ai successivi Mondiali di Schladming 2013 si è classificata 40ª e ai XXII Giochi olimpici invernali di Soči 2014, sua unica presenza olimpica, si è piazzata 23ª, mentre ai Mondiali di Vail/Beaver Creek 2015 non ha terminato la gara.

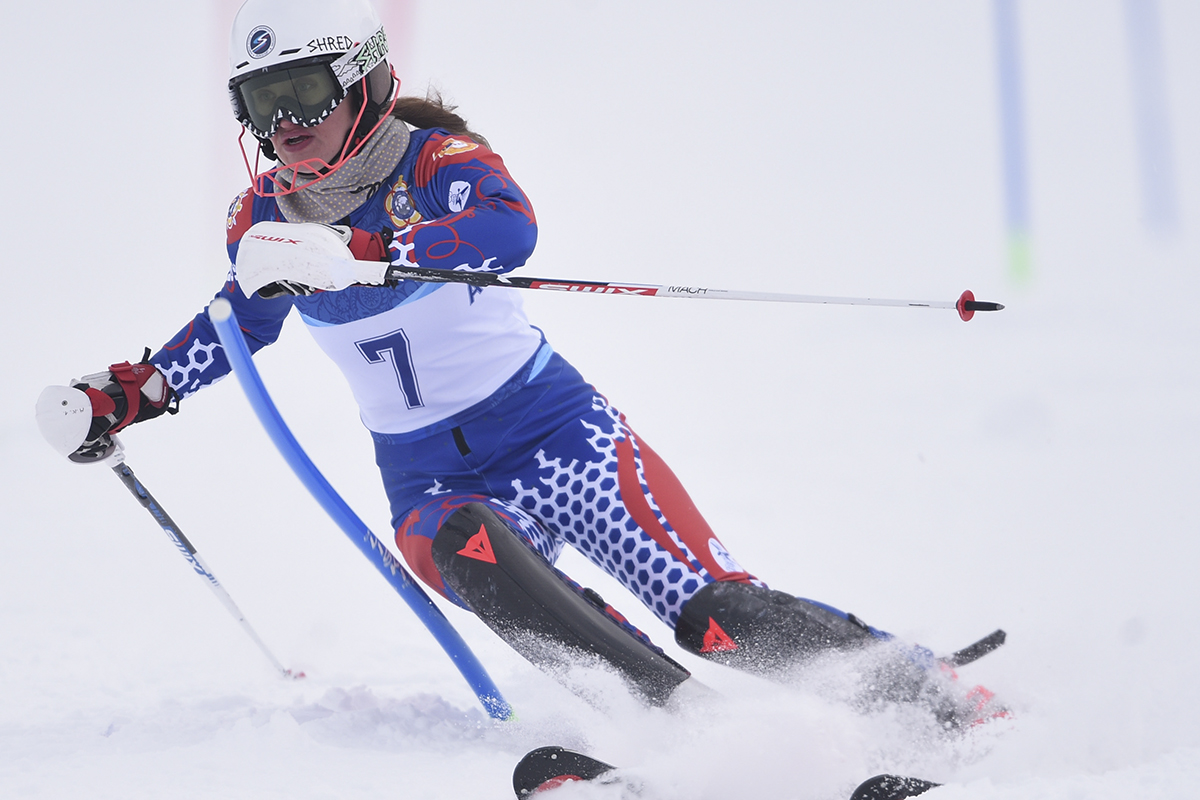
Ksenija Alopina in gara a Soči/Roza Chutor nel 2017

Il 9 febbraio 2016 ha ottenuto a Pamporovo la sua unica vittoria, nonché unico podio, in Coppa Europa. Nel 2017 ha ottenuto il suo miglior piazzamento di carriera in Coppa del Mondo (21ª nella gara di Zagabria Sljeme del 3 gennaio) e ai Mondiali di Sankt Mortiz è stata 9ª nella gara a squadre e non ha terminato quella di slalom speciale.
Nel 2019 ha disputato la sua ultima gara in Coppa del Mondo, il 2 febbraio a Maribor senza completare la prova, e ha preso parte ai suoi ultimi Mondiali, Åre 2019, dove si è classificata 33ª. Si è ritirata al termine di quella stessa stagione 2018-2019 e la sua ultima gara in carriera è stata uno slalom gigante FIS disputato il 2 aprile a Elizovo, non completato dalla Alopina.

## Palmarès

### Coppa del Mondo
- Miglior piazzamento in classifica generale: 107ª nel 2017

### Coppa Europa
- Miglior piazzamento in classifica generale: 57ª nel 2016
- 1 podio:
  - 1 vittoria

#### Coppa Europa - vittorie
| Data            | Località  | Paese    | Specialità |
| --------------- | --------- | -------- | ---------- |
| 9 febbraio 2016 | Pamporovo | Bulgaria | SL         |

Legenda:

SL = slalom speciale

### Far East Cup
- Miglior piazzamento in classifica generale: 12ª nel 2017
- 6 podi:
  - 5 secondi posti
  - 1 terzo posto

### Campionati russi
- 8 medaglie:
  - 3 ori (slalom speciale nel 2011; slalom speciale nel 2016; slalom speciale nel 2018)
  - 4 argenti (slalom speciale nel 2010; slalom speciale nel 2014; slalom speciale nel 2017; slalom speciale nel 2019)
  - 1 bronzo (slalom speciale nel 2013)